# Felipe Ovilo Canales
Felipe Práxedes Ovilo Canales (Segovia, 21 de julio de 1850-Madrid, 2 de abril de 1909) fue médico mayor de la sanidad militar española y destacado higienista en el ámbito castrense y en el civil, además de activo protagonista en movimientos como el regeneracionismo y el africanismo. A lo largo de sus casi treinta años de servicio, entre 1870 y 1898, participó en conflictos bélicos como la guerra de los Diez Años (1868-1878) y la guerra de Independencia cubana (1895-1898). No obstante, su labor más destacada tuvo lugar en tiempo de paz, tanto en España, en el seno del Laboratorio histológico del Hospital militar de Madrid, posteriormente denominado Instituto Anatomopatológico de Sanidad Militar, como en Marruecos, donde fue destinado como agregado militar a la Legación de España en Tánger, actuando como médico consultor del Consejo Sanitario Internacional de Tánger y como director de la Escuela de Medicina de Tánger. En Marruecos desempeñó múltiples labores diplomáticas, entre las que destacaron su participación en las embajadas de José Diosdado y Castillo a Rabat (1888) y del general Arsenio Martínez Campos a Marrakech (1894), ambas durante el reinado del sultán Hassan I. En el ámbito de la salud pública civil, fue socio fundador de la Sociedad Española de Higiene y socio correspondiente de la Société de Médecine Publique et d'Hygiène Professionelle de Francia, siendo también comisionado por el gobierno español para estudiar la epidemia de cólera de 1884 en Tolón (Francia) y como delegado auxiliar en la Conferencia Sanitaria Internacional de Roma (1885). Socio correspondiente de la Real Academia de Historia desde 1895 y escritor prolífico, que publicó memorias científicas, trabajos sobre Marruecos y obras de teatro, además de incontables artículos para periódicos y semanarios.

## Biografía

### Sus comienzos
Felipe Ovilo Canales era hijo de Manuel Ovilo y Otero y de Amalia Canales Gómez, naturales de Madrid y Segovia respectivamente. Su familia era de condición aristocrática y le transmitió los títulos de barón de Vallelado y señor de Torregutiérrez. Era hermano de Luis Ovilo y Canales.Parece ser que Ovilo trató de desvincularse de sus ascendientes familiares, ya que, según el cronista tangerino Isaac Laredo, “tuvo siempre a gala y título el mejor, ese dictado de ‘el doctor Ovilo’ con el que universalmente era conocido, que aquellos títulos y honores no ganados por él”. Quizás ese mismo impulso fue lo que inclinó sus simpatías políticas hacia el Partido Liberal, sus inquietudes sociales e intelectuales hacia el regeneracionismo y su trayectoria profesional hacia Marruecos. Pero este alejamiento de posiciones más conservadoras, no impidió que Ovilo siguiera formando parte de las élites del país y de los círculos de poder próximos a la monarquía.
Felipe Ovilo se licenció en la Facultad de Medicina de Madrid en 1870, obteniendo el título de grado el 4 de octubre de dicho año. El hecho de que terminara sus estudios tan solo con veinte años de edad se debió sin duda a las especiales circunstancias que la revolución de La Gloriosa y la proclamación de la I República habían producido en los estudios universitarios. Inmediatamente se presentó a oposiciones para ingreso en el Cuerpo de Sanidad Militar y el 25 de noviembre de 1870 se incorporó oficialmente al mismo en calidad de 2.º ayudante médico. Su primer destino, como el de la mayoría de los nuevos médicos militares de entonces, fue Cuba, donde la guerra de los Diez Años había obligado al desplazamiento de numerosas unidades militares desde la península y al consiguiente refuerzo de los servicios sanitarios del ejército. Ovilo permaneció en Cuba más de seis años, desde enero de 1871 hasta abril de 1877, pasando de servicios de campaña, al principio, a destinos clínicos y administrativos en los hospitales militares de Trinidad y La Habana, en los últimos años. Profesionalmente, su destino en Cuba le permitió ascender rápidamente en el escalafón del Cuerpo hasta alcanzar el empleo efectivo de médico mayor (comandante médico) y el grado personal de subinspector médico de 2.ª clase (teniente coronel médico), además de recibir múltiples honores como la Cruz de Mérito Militar de 1.ª clase, la Medalla de Cuba, la declaración de Benemérito de la Patria o su nombramiento como comendador de la Orden de Isabel la Católica, para el que intercedió su padre.

### Primera estancia en Marruecos
A su regreso a la península por motivo de enfermedad, Felipe Ovilo permaneció durante cuatro meses a caballo entre Madrid y Badajoz, localidad ésta donde había sido destinado en “comisión activa” al Hospital militar. Fue entonces, con veintisiete años, cuando se casó con Enriqueta Juana Casimira Castelo Canales que, por el segundo apellido y por haber nacido en Segovia, debía ser prima suya por parte de madre, y tenía entonces diecinueve años. La boda se celebró el 9 de agosto de 1877 en la iglesia de San Lorenzo de Madrid y, ya el primero de septiembre, Ovilo se incorporaba a su nuevo destino como médico de la Legación de España en Tánger. Su mujer le acompañó en esta ocasión y el 15 de julio del año siguiente nacía en Tánger su hijo Enrique Ovilo Castelo, quien, con su hermano Carlos Ovilo Castelo serían continuadores de la vocación africanista de su padre como oficial del ejército y arquitecto respectivamente. El primer periodo de Felipe Ovilo en Marruecos, aunque solo duró hasta noviembre de 1878, le permitió familiarizarse con la realidad del país y de la ciudad y establecer algunos contactos que luego serían decisivos. Así, trabajó a las órdenes del recientemente incorporado jefe de la Legación, José Diosdado y Castillo, que habría de permanecer como principal representante diplomático de España en Marruecos hasta 1888, y que ya en esta época elogió su labor. Ésta incluyó, además de la asistencia al personal diplomático y a la colonia española, la atención gratuita a la población local, tanto a notables y autoridades, como a “moros pobres”. Por otra parte, Ovilo fue nombrado médico consultor del Consejo Sanitario Internacional de Tánger, organismo encargado de la sanidad marítima marroquí, y participó en la redacción de su reglamento cuarentenario en 1878. Durante estos meses, Ovilo también conoció al representante del sultán (naib) en Tánger, Mohammed Bargach, y a las autoridades y notables de la ciudad, beneficiándose para ello tanto de su puesto en la Legación, como de los servicios médicos que aquellos le solicitaban, los cuales formaban parte decisiva de la labor de “penetración” que se le había asignado.

### Regreso a Madrid. Segunda estancia en Marruecos

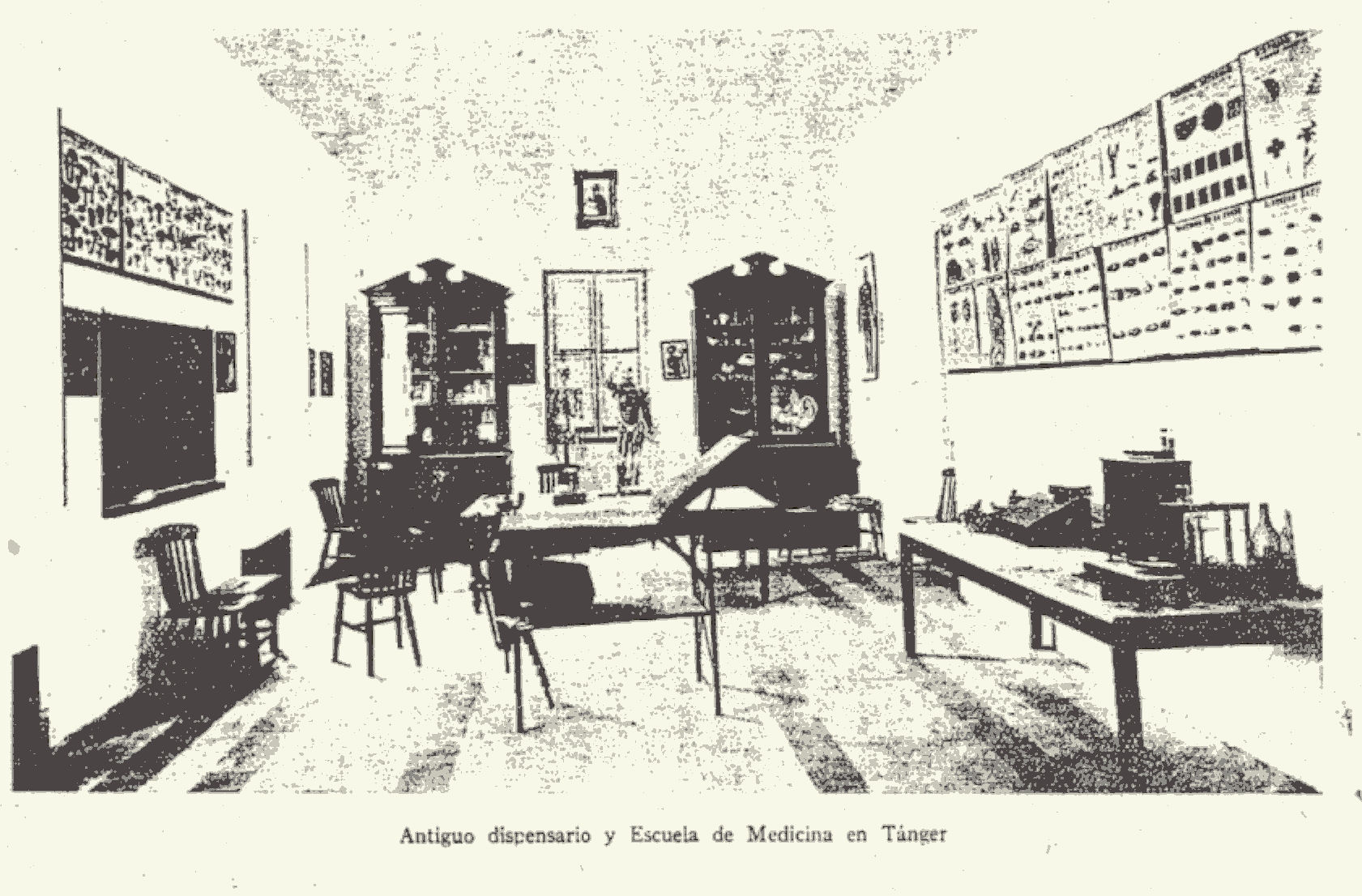
Antiguo dispensario y Escuela de Medicina en Tánger

A finales de 1878, Felipe Ovilo regresó a la península y comenzó un largo periodo de destino en Madrid que se prolongó hasta mediados de 1886. En este tiempo ocupó diversos destinos oficiales, a menudo más de uno a la vez, que incluyeron la asistencia facultativa al 1.er Tercio de la Guardia Civil, al personal de jefes y oficiales de la Dirección General de la Guardia Civil y de la Dirección de Instrucción Militar y a los profesores de las conferencias de oficiales y de la Academia preparatoria del Distrito de Castilla La Nueva. En agosto de 1886, Felipe Ovilo volvió a Marruecos para hacerse cargo de la creación y dirección de la Escuela de Medicina de Tánger y de su dispensario anejo. Con la colaboración de José Diosdado y Castillo, del otro médico militar de la Legación, el médico mayor Severo Cenarro, y del padre José Lerchundi, Superior de la Misión Franciscana en Tánger, se pusieron en marcha ambas instituciones y se consiguieron los primeros alumnos franciscanos y marroquíes. La Escuela de Medicina se instaló en un primer momento, en la Escuela de Niñas y más tarde en una sala del nuevo Hospital español de Tánger, inaugurado en 1888, en fechas similares al Tulloch Memorial Hospital (1888), al Hospital Benchimol de Tánger (1891) y al nuevo Hospital francés de Tánger (1892).
Ovilo se encargó personalmente de la adquisición del material, de la redacción del programa docente, de impartir las clases y de dirigir la actividad clínica del dispensario (la quirúrgica corría a cargo del doctor Cenarro). A finales de 1886 ambos centros estaban en funcionamiento y se mantendrían hasta 1899. En 1888, Ovilo consiguió que tres alumnos marroquíes viajaran a Madrid para examinarse en la Facultad de Medicina y conocer los centros médicos y sanitarios de la ciudad. En 1889 fue recibido por Hassan I, con motivo del viaje de éste a Tánger, para informarle del funcionamiento de la Escuela y el Dispensario. En 1892 fue nombrado “jefe sanitario” de la harka (expedición armada) que el sultán envió para reprimir a la kábila de Anyera y recibió la felicitación del gobierno marroquí por la atención prestada a los soldados heridos. Además de esto, Ovilo pudo de alguna manera coordinar la labor de los médicos militares españoles que empezaron a ser enviados a los consulados de las principales ciudades portuarias desde finales de los años 80. Su labor en el Consejo pudo determinar que en 1895 fuera nombrado por el Ministerio de la Gobernación “delegado sanitario” en Marruecos con motivo de la epidemia de cólera que afectó al país, recibiendo el mismo cargo al año siguiente y honores de “Jefe de Administración civil” dentro de aquel ministerio.
Por otra parte, al margen de su labor médico-sanitaria, Ovilo estuvo directamente implicado en la vertiente explícitamente política y diplomática de las relaciones hispano-marroquíes. Así, en 1887 participó en la embajada de José Diosdado y Castillo a Rabat; en 1894, en la del general Arsenio Martínez Campos a Marrakesh para negociar el acuerdo de paz posterior a la guerra de Margallo del año anterior; y, en 1895, en la embajada marroquí a Madrid. Su labor no se limitó a actuar como traductor, sino que se contó con sus valiosos conocimientos del país, de las autoridades y de la administración del país vecino. Por ello, fue felicitado por el gobierno en distintas ocasiones y recibió la Cruz de 2.ª clase de la Orden de María Cristina. El comienzo de la guerra de Independencia cubana en 1895 supuso un golpe letal para los proyectos de Ovilo en Tánger y, de hecho, el fin de su larga misión en Marruecos. Así, a finales de 1895 recibió la orden de reincorporarse al Instituto Anatomopatológico de Sanidad Militar en Madrid, aunque de hecho siguió en comisión en la Escuela de Medicina de Tánger. Finalmente, en diciembre de 1896 fue enviado a Cuba, donde sirvió como Jefe de servicios en el Hospital militar de Matanzas, en el Hospital de la Beneficencia de La Habana y en el Hospital Militar Alfonso XIII de esta misma ciudad. Allí permaneció hasta mediados de 1897 en que fue repatriado a la península por enfermedad. Sin Ovilo en la dirección, fallecido Severo Cenarro en 1898, con el presupuesto reducido por las acuciantes necesidades de las guerras en Cuba y Filipinas y de la subsiguiente Guerra hispano-estadounidense y en un contexto de debilitamiento de la posición de España en el contexto internacional (y, por ello, en Marruecos), la Escuela de Medicina languideció hasta su cierre en 1899.
Aunque ya residiendo en Madrid y, posiblemente, retirado de la Sanidad militar por motivos de salud, Ovilo aún participó en acontecimientos relacionados con Marruecos en al menos tres ocasiones. En 1901, fue nombrado representante de España en la comisión internacional que había de estudiar la construcción de un lazareto en Punta Malabata, en las proximidades de Tánger. Se trataba de una vieja reivindicación de los representantes europeos del Consejo Sanitario de Tánger, que nunca estuvieron satisfechos con el lazareto establecido en la isla de Mogador desde 1865, aunque también podría haberse tomado la iniciativa en alguna de las Conferencias Sanitarias Internacionales que se celebraron en la segunda mitad de los años 1890. En dicha comisión, participó también su hijo, Enrique Ovilo Canales, en calidad de agregado militar. En 1906, Ovilo asistió a la Conferencia de Algeciras, que decidió el reparto de Marruecos entre las potencias europeas, escribiendo las crónicas de las sesiones para el periódico ABC. Finalmente, Ovilo se trasladó a Casablanca en 1907 para informar como corresponsal a través de ese mismo periódico de los sucesos que acontecieron en dicha ciudad.
Ovilo heredó y desarrolló la vocación literaria de su padre. A lo largo de su vida colaboró con múltiples diarios como El Liberal, El Imparcial, La Correspondencia de España, El Resumen, El Día, El Eco Mauritano, Al-Moghreb Al-Aksa y El Globo, además del ya citado ABC. En 1895, fue elegido académico correspondiente de la Real Academia de la Historia. En 1896, fundó la revista satírica El Doctor Sangredo y al año siguiente estrenó en La Habana una obra teatral titulada Un sacrificio más, que ya se había representado durante su estancia en Tánger. En su periodo madrileño de los años 1880, fue elegido concejal del ayuntamiento por el Partido Liberal y desempeñó la presidencia de varias Casas de Socorro y alguna Tenencia de Alcaldía. Felipe Ovilo falleció en Madrid el 2 de abril de 1909 a la edad de cincuenta y ocho años.

## Publicaciones
Dejando a un lado la labor periodística y la vertiente teatral de Felipe Ovilo, sus principales publicaciones versaron sobre diversas cuestiones científicas y sanitarias y sobre la situación de Marruecos y de la actuación española en dicho país. Las más destacadas son las siguientes:
- 1881. La mujer marroquí.[2]
- 1881. Estudios políticos y sociales sobre Marruecos. Madrid.
- 1882. De l'influence des pèlerinages marocaines à la Mecque sur la propagation du choléra.
- 1883. El Congreso de Higiene y Demografía en Ginebra. Madrid, Imprenta de Alejandro Gómez Fuentenebro.
- 1883. Higiene militar. Precauciones que podrían adoptarse en el Ejército en caso de una invasión colérica.
- 1884. Instrucciones populares contra el cólera morbo asiático. Madrid, Tipografía de Manuel G. Hernández.
- 1885. Origen del cólera y causas de su desarrollo en Europa. Madrid, Imprenta de Manuel G. Hernández.
- 1886. La mujer marroquí. Estudio social. Madrid, Imprenta de Manuel G. Hernández. (Hay una edición anterior de 1881 y otra previa a ésta, de fecha desconocida)
- 1888. Estado actual de Marruecos. Madrid, Librería de Fernando Fé.
- 1894. Intimidades de Marruecos. Madrid, Librería de Fernando Fé.
- 1895. El cólera de 1895 en Tánger. Tánger, Imprenta de A.J. Lugaro.
- 1899. Discursos leídos en la sesión inaugural del año académico 1898-1899 de la Sociedad Española de Higiene por D. Mariano Belmás y D. Felipe Ovilo Canales. Madrid, Imprenta y Litografía del Hospicio.
- 1899. La decadencia del ejército. Estudio de higiene militar. Madrid, Imprenta del Hospicio.